# 愛知県道431号八橋中設楽線
愛知県道431号八橋中設楽線（あいちけんどう431ごう やつはしなかしたらせん）は、愛知県北設楽郡設楽町から同県同郡東栄町に至る一般県道である。

## 概要
起点は町境の峠付近にあり、そこで接続する県道427号と合わせて、設楽町田口、設楽町津具、東栄町中設楽の3地区を結ぶ。

### 路線データ
- 起点： 愛知県北設楽郡設楽町八橋（愛知県道427号坂宇場津具設楽線交点）
- 終点： 愛知県北設楽郡東栄町中設楽（国道151号交点）

## 沿革
- 1959年12月15日 認定

## 接続路線
- 愛知県道427号坂宇場津具設楽線（設楽町八橋）
- 愛知県道424号振草三河川合停車場線（未完成道路：東栄町振草下粟代）
- 国道151号（東栄町中設楽布川）

## 通過する自治体
- 愛知県
  - 北設楽郡
    - 設楽町
    - 東栄町

## 沿線周辺
- 柴石峠：起点から約700m南側で県道ルート外
- 振草渓谷
- 振草鉱山